# Phlepsius spinulosus
Phlepsius spinulosus är en insektsart som beskrevs av Wagner 1963. Phlepsius spinulosus ingår i släktet Phlepsius och familjen dvärgstritar. Inga underarter finns listade i Catalogue of Life.